# Squid (гурт)
Squid — англійський постпанк гурт з Брайтона, створений у 2016 році. До складу гурту входять вокаліст і барабанщик Оллі Джадж, гітаристи Луїс Борлейз і Антон Пірсон, басист Лорі Нанківелл і клавішник Артур Лідбеттер, зараз вони базуються в Брістолі.
У 2019 році гурт Squid випустив мініальбом Town Center на лейблі Speedy Wunderground.
Станом на квітень 2021 року гурт випустив п'ять синглів на лейблі Warp Records.
Дебютний студійний альбом гурту, Bright Green Field, був випущений на лейблі Warp Records 7 травня 2021 року. Альбом отримав широке визнання критиків і дебютував під № 4 у чарті UK Albums Chart. У 2023 році гурт випустив другий студійний альбом, O Monolith, альбом отримав схвальні відгуки.

## Історія
Гурт Squid був створений в Брайтоні, Англія, у 2016 році.
На творчість гурту Squid вплинули такі гурти, як Neu!, This Heat.
У 2019 році гурт випустив свій другий мініальбом, Town Centre, який отримав схвальні відгуки критиків. Мініальбом Town Center був спродюсований Деном Кері (Dan Carey) та випущений на лейблі Speedy Wunderground. У березні 2020 року гурт Squid підписав контракт з лейблом Warp Records і станом на квітень 2021 року гурт випустив п’ять синглів з лейблом Warp Records.
Перед пандемією COVID-19 гурт планував гастролювати Європою протягом 2020 року. Скориставшись карантином, гурт провів більшу частину 2020 року, записуючи свій дебютний альбом Bright Green Field, знову працюючи з продюсером Деном Кері. Альбом був випущений 7 травня 2021 року, на підтримку альбому гурт випустив три сингли: «Narrator», «Paddling», «Pamphlets».
Гурт Squid виступав на фестивалі Glastonbury у червні 2022 року, а також на фестивалях Rock en Seine та Paredes de Coura у серпні 2022 року.
На початку 2022 року, у Вілтширі, гурт Squid записав другий студійний альбом, O Monolith. Альбом вийшов 9 червня 2023 року на лейблі Warp Records.

## Учасники гурту
Поточні 
- Оллі Джадж (Ollie Judge) — головний вокал, ударні
- Луїс Борлейз (Louis Borlase) — гітара, бас-гітара, вокал
- Артур Ледбеттер (Arthur Leadbetter) — клавішні, струнні, віолончель, перкусія
- Лорі Нанківелл (Laurie Nankivell) — бас-гітара, духові інструменти, перкусія
- Антон Пірсон (Anton Pearson) — гітара, бас, вокал, перкусія

Squid виступає на фестивалі Wide Awake Festival 2021
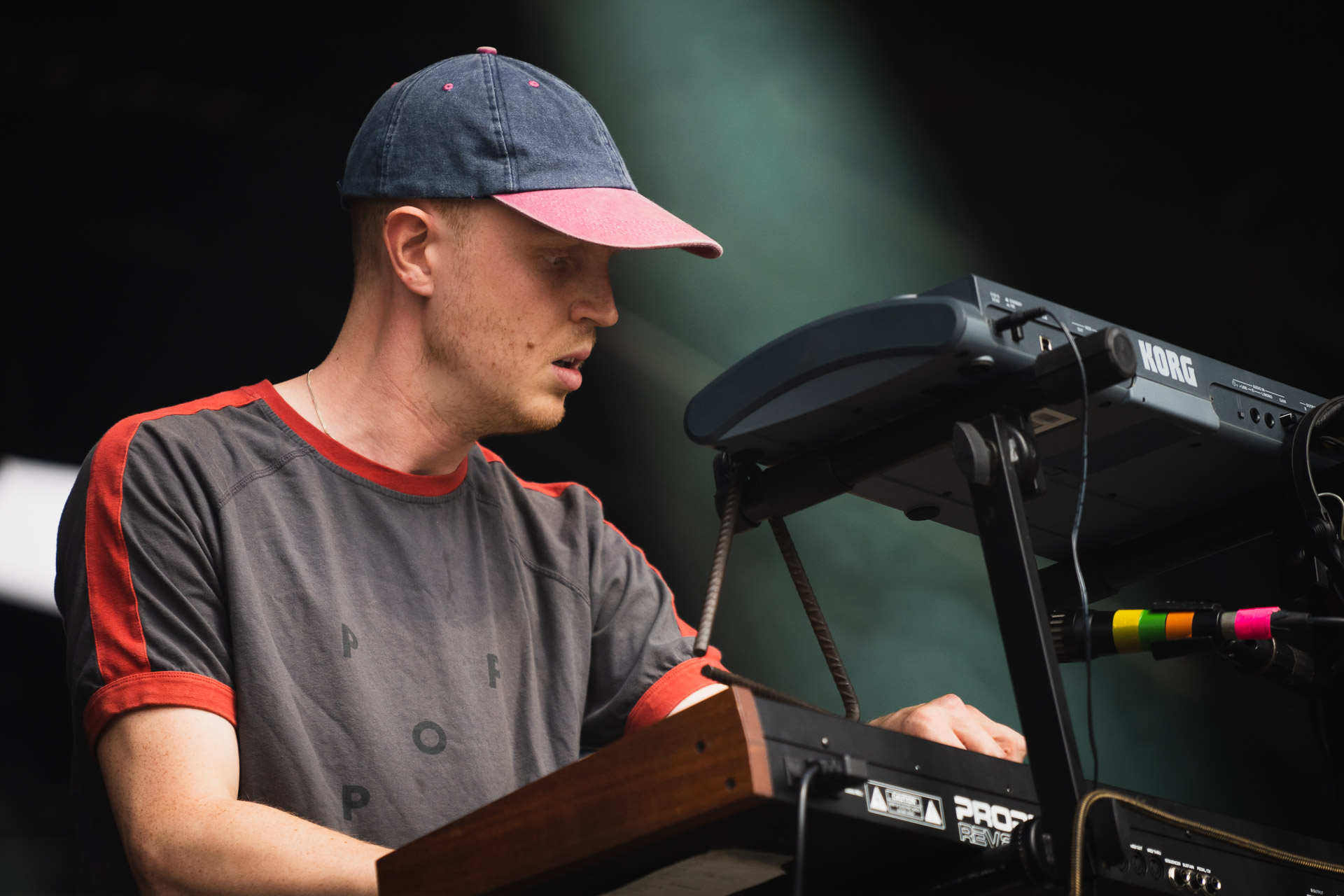
Артур Лідбеттер
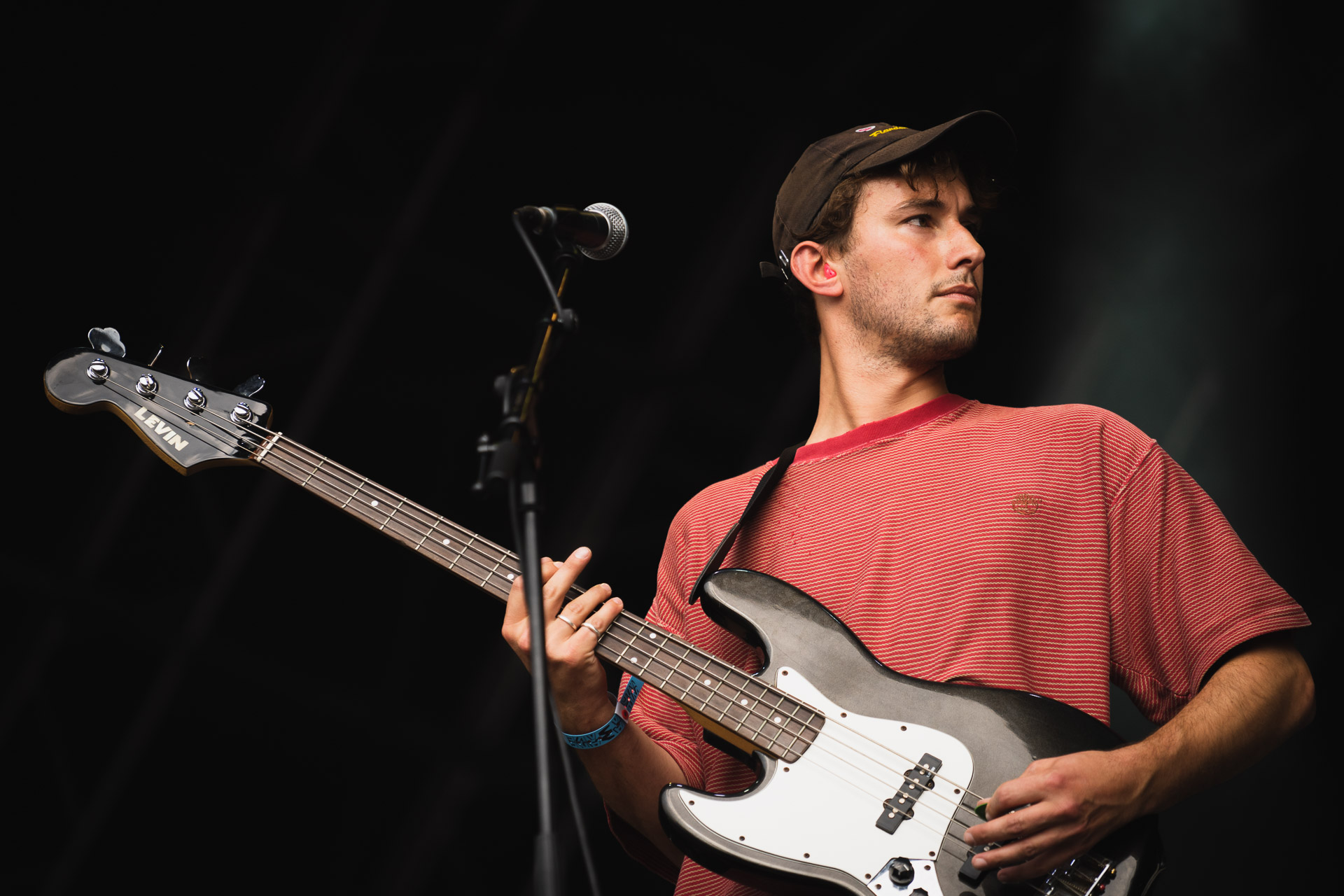
Луїс Борлейз
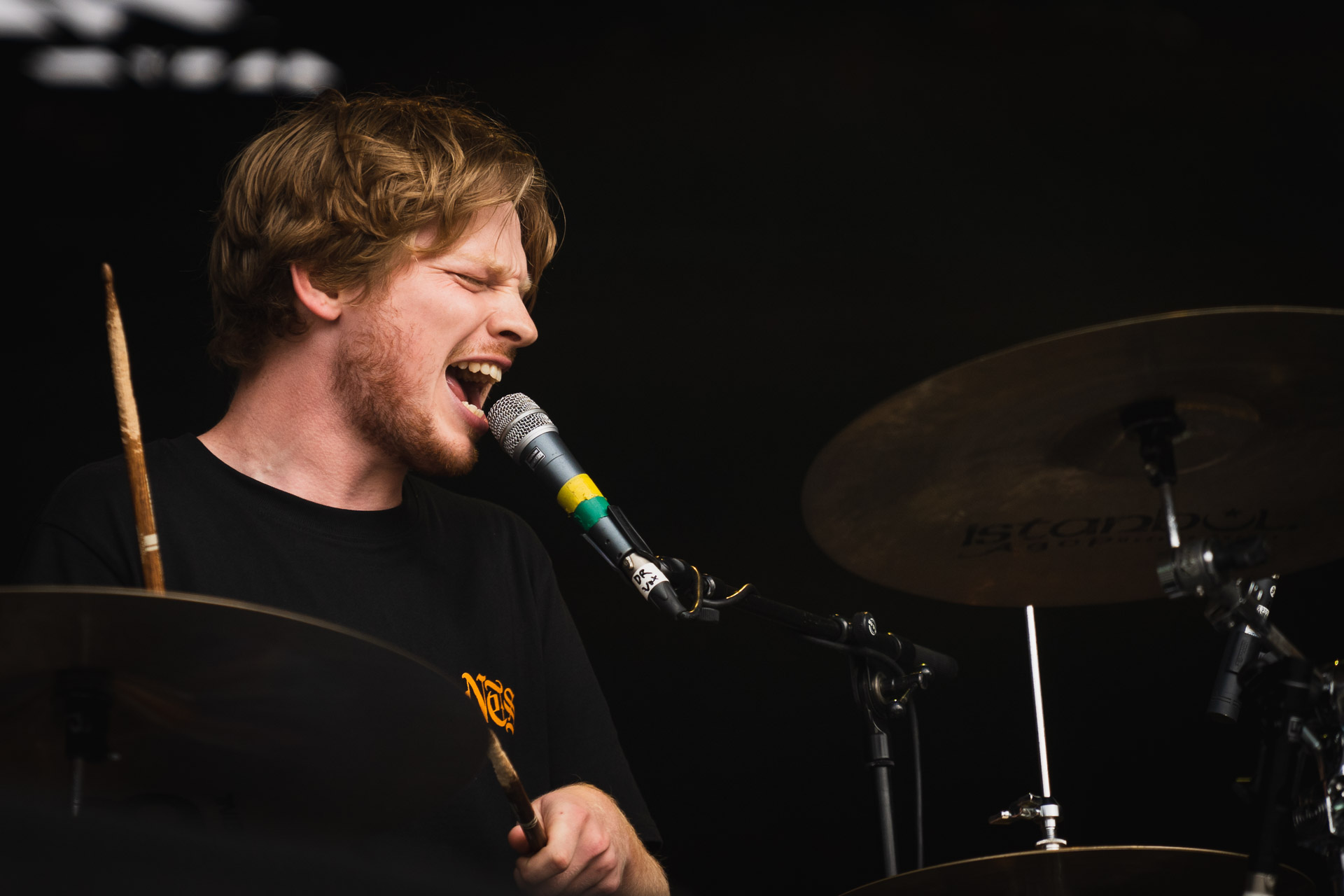
Оллі Джадж
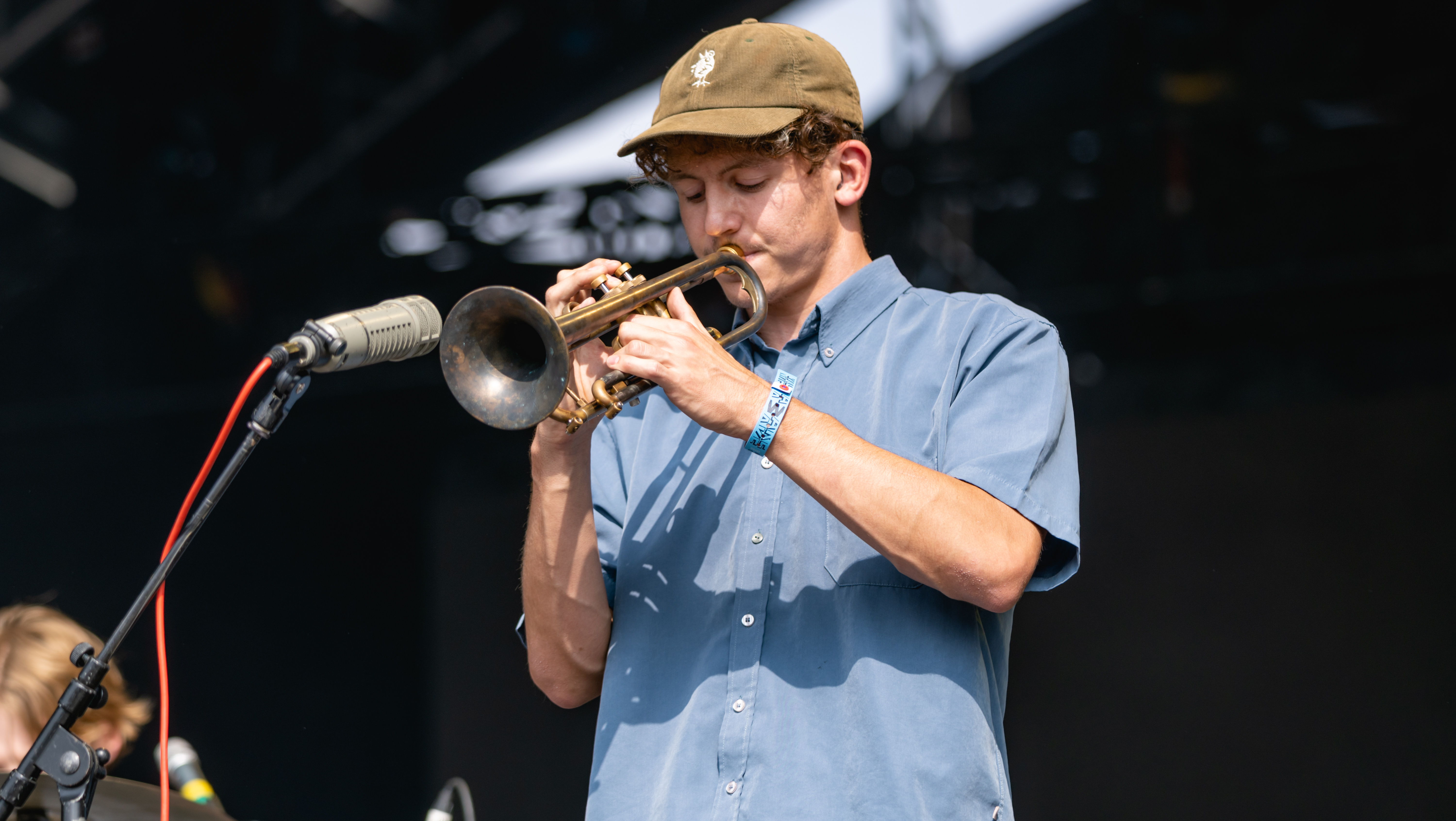
Лорі Нанківелл
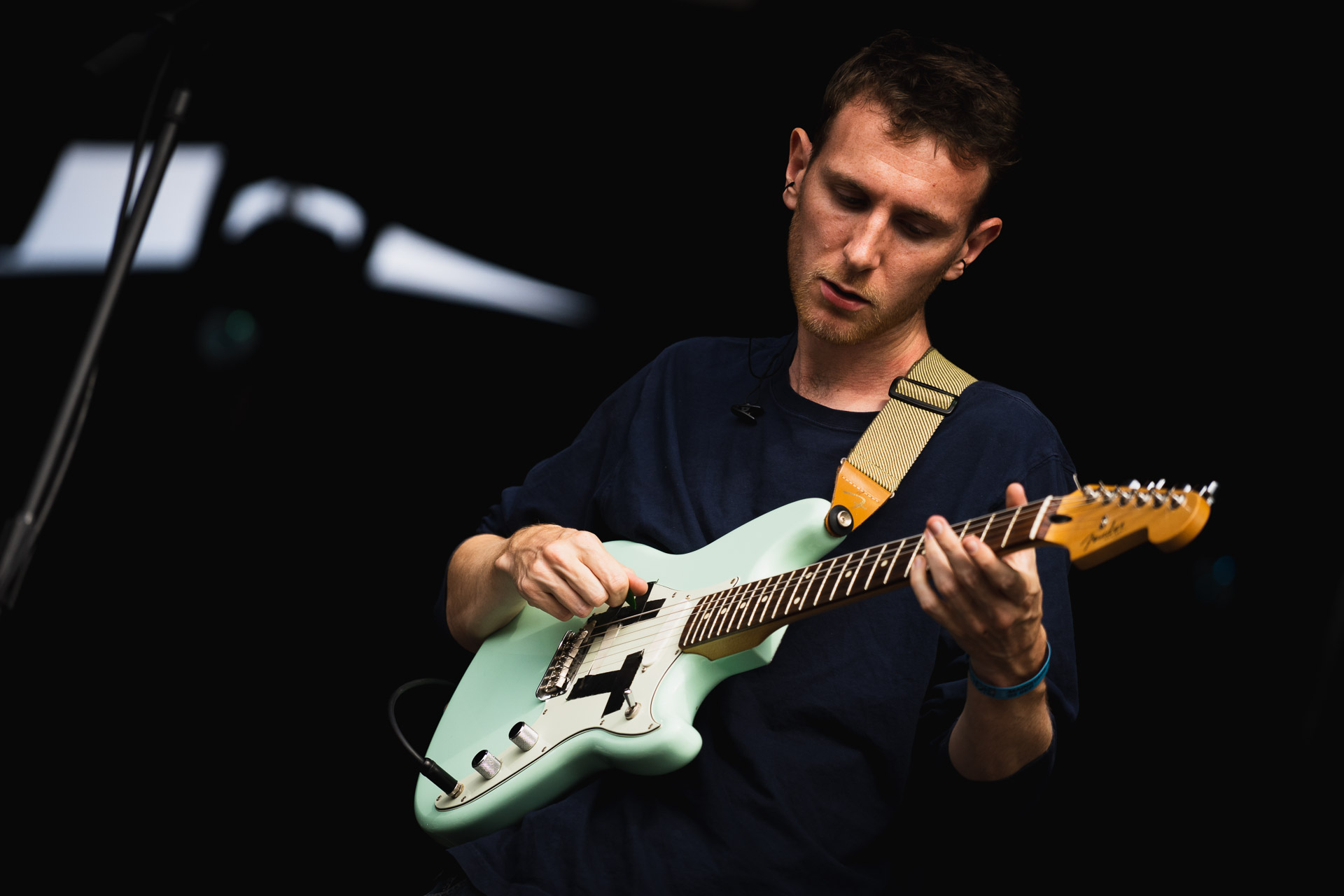
Антон Пірсон

## Дискографія

### Студійні альбоми
| Назва                                                                               | Інформація про альбом                | Пікові позиції в чартах | Пікові позиції в чартах | Пікові позиції в чартах | Пікові позиції в чартах |
| Назва                                                                               | Інформація про альбом                | UK                      | UK Indie                | IRL                     | SCO                     |
| ----------------------------------------------------------------------------------- | ------------------------------------ | ----------------------- | ----------------------- | ----------------------- | ----------------------- |
| Bright Green Field                                                                  | - Реліз: 7 травня 2021 - Лейбл: Warp | 4                       | 1                       | 93                      | 5                       |
| O Monolith                                                                          | - Реліз: 9 червня 2023 - Лейбл: Warp | 34                      | 6                       | —                       | 13                      |
| Cowards                                                                             | - Реліз: 7 лютого 2025 - Лейбл: Warp |                         |                         |                         |                         |
| «—» позначає запис, який не потрапив у чарти або не був випущений на цій території. |                                      |                         |                         |                         |                         |

### Мініальбоми
- LINO (2017, Bear on a Bicycle)
- Town Centre (2019, Speedy Wunderground)
- Natural Resources (2020, Warp)[12]
- Near the Westway (2021, Warp)

### Сингли
| Назва                                      | Рік  | Альбом             |
| ------------------------------------------ | ---- | ------------------ |
| "Perfect Teeth"                            | 2016 | Сингл без альбому  |
| "Terrestrial Changeover Blues (2007–2012)" | 2018 | Сингл без альбому  |
| "The Dial"                                 | 2018 | Сингл без альбому  |
| "Houseplants"                              | 2019 | Сингл без альбому  |
| "The Cleaner"                              | 2019 | Town Centre        |
| "Match Bet"                                | 2019 | Town Centre        |
| "Sludge"                                   | 2020 | Сингл без альбому  |
| "Broadcaster"                              | 2020 | Сингл без альбому  |
| "Narrator"                                 | 2021 | Bright Green Field |
| "Paddling"                                 | 2021 | Bright Green Field |
| "Pamphlets"                                | 2021 | Bright Green Field |
| "America!"                                 | 2021 | Сингл без альбому  |
| "Swing (In A Dream)"                       | 2023 | O Monolith         |
| "Undergrowth"                              | 2023 | O Monolith         |
| "The Blades"                               | 2023 | O Monolith         |
| "Fugue (Bin Song)"                         | 2024 | Сингл без альбому  |

### Музичні кліпи
| Назва                | Рік  | Альбом             | Режисер          |
| -------------------- | ---- | ------------------ | ---------------- |
| "Perfect Teeth"      | 2016 | Сингл без альбому  | Ollie Judge      |
| "Clapping Music"     | 2019 | Сингл без альбому  | Rutare Savage    |
| "Sludge"             | 2020 | Sludge/Broadcaster | Ali Amiri        |
| "Broadcaster"        | 2020 | Sludge/Broadcaster | Wieslawa Ruta    |
| "Narrator"           | 2021 | Bright Green Field | Felix Geen       |
| "Pamphlets"          | 2021 | Bright Green Field | Raman Djafari    |
| "Swing (In A Dream)" | 2023 | O Monolith         | Yoonha Park      |
| "Undergrowth"        | 2023 | O Monolith         | Louis Borlase    |
| "The Blades"         | 2023 | O Monolith         | Kasper Haggstrom |